# Градль, Иоганн Баптист
Иоганн Баптист Градль (нем. Johann Baptist Gradl; 25 марта 1904, Берлин, Германская империя — 2 июля 1988, Западный Берлин) — немецкий государственный деятель, член Христианско-демократического союза, министр ФРГ по делам беженцев, переселенцев и пострадавших от войны (1963—1966).

## Биография
Родился в семье почтового служащего. По окончании гимназии в 1922 году обучался банковскому делу и политическим наукам в Берлинском университете Фридриха Вильгельма и в Галле-Виттенбергском университете имени Фридриха. В 1926 году завершил образование в сфере экономики и начал работать редактором в берлинской газете Germania. В 1930 году защитил докторскую диссертацию по политологии.
- 1931—1945 гг. — работал в Объединении немецких сберкасс и сберегательных банков (DSGV)
- 1940—1941 гг. — солдат вермахта
- 1948—1963 гг. — издатель берлинской газеты Der Tag

В 1954 году выступил одним из учредителей куратория «Неделимая Германия», в 1973—1987 годах был председателем его исполнительного совета. В 1958—1975 гг. являлся президентом Консультативного научно-исследовательского совета по вопросам объединения Германии.

## Партийная и государственная деятельность
В годы Веймарской республики являлся членом Партии Центра. В 1930—1933 годах являлся председателем её отделения в районе Кройцберг.
В 1945 году стал одним из основателей ХДС в советской оккупационной зоне Берлина. Был смещен с руководящих постов в 1947 году и вошел в руководство ХДС Западного Берлина. В 1953—1971 годах — член федерального совета ХДС. В 1970 по 1987 годах — председатель восточногерманской ХДС в изгнании.
В 1957—1980 годах — член бундестага. В 1969—1972 годах — председатель комитета по межгерманским отношениям.
В 1965—1966 годах — министр ФРГ по делам беженцев, переселенцев и пострадавших от войны.

## Научные труды
- «Пути к объединению», 1956
- «Государственно-промышленные тренды двух частей Германии», Beltz-Verlag, 1967
- «Начало под советской звездой. ХДС (1945—1948) в советской оккупационной зоне Германии», 1981
- «Во имя германского единства. Свидетельство в поддержку», Херфорд, 1982
- «Германия в качестве задачи. Политика и национальная педагогика», 1982
- «Всегда в поиске. Выступления, заявления и эссе о политике Германия», Кельн 1984
- «Во имя единства. Свидетельство в поддержку», Херфорд, 1994 (посмертно).

## Награды и звания
- Командорский крест ордена За заслуги перед Федеративной Республикой Германия" (1965)
- Большой крест со звездой За заслуги перед Федеративной Республикой Германия" (1968)
- Большой крест со звездой и плечевой лентой ордена За заслуги перед Федеративной Республикой Германия" (1974)
- Большой крест 1-й степени За заслуги перед Федеративной Республикой Германия" (1980)
- Почётный житель Западного Берлина (1982).